# Sturisoma tenuirostre
Sturisoma tenuirostre är en fiskart som först beskrevs av Steindachner, 1910.  Sturisoma tenuirostre ingår i släktet Sturisoma och familjen Loricariidae. IUCN kategoriserar arten globalt som livskraftig. Inga underarter finns listade i Catalogue of Life.